# DCR
Danmarks Commercielle Radio (DCR) was een Deense zeezender die uitzond van 15 september 1961 tot 29 januari 1962 vanaf het schip de Lucky Star, in internationale wateren voor de kust van Kopenhagen.
DCR werd gestart door een groep van voormalige medewerkers van Radio Mercur. Het ging om de DCR-oprichters Benny Knudsen, Vagn Jensen, Hans Vangkilde en Børge Agerskov. Ze kregen financiële steun van Deens miljardair en financier Alex Brask Thomsen. Op 29 januari 1962 fuseerde DCR terug met de zeezender Radio Mercur.